# Ernei
Ernei (in ungherese Nagyernye, in tedesco Rohrdachen) è un comune della Romania di 5467 abitanti, ubicato nel distretto di Mureș, nella regione storica della Transilvania. 
Il comune è formato dall'unione di 6 villaggi: Călușeri, Dumbrăvioara, Ernei, Icland, Săcăreni, Sângeru de Pădure.